# Hagenburg
Hagenburg är en kommun (köping) och ort i Landkreis Schaumburg i förbundslandet Niedersachsen i Tyskland.
Kommunen ingår i kommunalförbundet Samtgemeinde Sachsenhagen tillsammans med ytterligare tre kommuner.